# The Forsythe Company
The Forsythe Company est une compagnie de danse contemporaine fondée le 21 avril 2005 par le chorégraphe américain William Forsythe après son départ du Ballet de Francfort. Elle s'appelle aujourd'hui Dresden Frankfurt Dance Company.

## Historique
Après avoir dirigé le Ballet de Francfort pendant plus de 20 ans, William Forsythe, en conflit avec la ville, décide en 2005 de fonder sa propre troupe. Depuis cette date, elle est en résidence à Francfort et au Festspielhaus d'Hellerau, au nord de Dresde.
En 2015, elle a été reprise par le chorégraphe italien Jacopo Godani (en), sous lequel elle a adopté son nom actuel de « Dresden Frankfurt Dance Company ».